# 18944 Совілльямс
18944 Совілльямс (18944 Sawilliams) — астероїд головного поясу, відкритий 28 серпня 2000 року.
Тіссеранів параметр щодо Юпітера — 3,219.